# Gantenbein

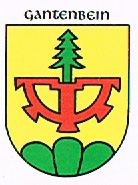
Familienwappen Gantenbein

Gantenbein ist ein Familienname, dessen Angehörige zu den Grabser Ortsbürgern zählen, den sogenannten «Burgern» (ursprünglich Privilegierte).
Der Familienname Gantenbein war in Churrätien einst weit verbreitet und findet sich im 14. bis 16. Jahrhundert aus dem heutigen Südvorarlberg, Liechtenstein (Gemeinde Triesen), Werdenberg (Gemeinde Grabs) und Graubünden (Thusis, Maienfeld, Sils im Domleschg und Masein) bezeugt. Die Grabser Gantenbein wurden erstmals 1463 urkundlich erwähnt. 1474 studierte Ulricus Gantaben de Bran in Basel, der von 1487 bis 1503 Kaplan auf der St. Luzisteig war. Bis ins 19. Jahrhundert sind die Gantenbein vorwiegend in Grabs und vereinzelt in Chur Ortsbürger. Bis zur Mitte des 20. Jahrhunderts haben sich Zweige der Gantenbein in St. Gallen (1916), Hofstetten bei Elgg (1933), Zürich (1939 und in folgenden Jahren), Luzern (1941 und später), Basel (1942 und später), Horgen (1952) und Wetzikon (1957) eingebürgert.
Franz Perret führte den Namen 1950 auf rätoromanisch camp da pin ‘Tannenfeld’ zurück, worauf sich auch das (erst in jüngerer Zeit geschaffene) Familienwappen als sprechendes Wappen bezieht. Der Romanist Hans Stricker lehnte 1992 diese Herleitung ab und führte Gantenbein stattdessen auf romanisch canta bein ‘sing gut’ zurück. Im ersteren Fall würde es sich um einen Wohnstättennamen handeln, im letzteren Fall um einen Übernamen für jemanden, der besonders gut oder allenfalls – ironisch gewendet – besonders schlecht sang.

## Namensträger
- Adrian Gantenbein (* 2001), Schweizer Fußballspieler
- Andreas R. Gantenbein, Schweizer Neurologe
- Barbara Gantenbein (* 1961), deutsch-schweizerische Journalistin und Schriftstellerin
- Burkhard Gantenbein (1912–2007), Schweizer Feldhandballspieler
- Christoph Gantenbein (* 1971), Schweizer Architekt
- Corina Gantenbein (* 1986), Schweizer Mountainbikerin
- Dominique Gantenbein (* 1978), liechtensteinische Regierungsrätin, siehe Dominique Hasler
- Köbi Gantenbein (* 1956), Schweizer Verleger
- Laura Gantenbein (* 1989), Schweizer Politikerin (Grüne)
- Maria Lutz-Gantenbein (1902–1986), Schweizer Dichterin
- Marie-Thérèse Gantenbein-Koullen (* 1938), Luxemburger Politikerin
- Martha und Daniel Gantenbein (* 1960), Schweizer Weinbauern, siehe Weingut Gantenbein
- Martin Gantenbein (* 1959), Schweizer Musiker und Komponist
- Milt Gantenbein (1909–1988), US-amerikanischer American-Football-Spieler
- Talina Gantenbein (* 1998), Schweizer Freestyle-Skierin
- Werner Gantenbein (1924–2004), Schweizer Architekt

fiktive Person:
- Theo Gantenbein, Titelfigur im Roman Mein Name sei Gantenbein von Max Frisch